# Burnside, Kentucky
Burnside är en ort i Pulaski County, Kentucky, USA. År 2000 hade orten 637 invånare. Den har enligt United States Census Bureau en area på 5,4 km², varav 1,0 km² av det är vatten.